# Semmelweis Klinikák (Metró Budapest)
Semmelweis Klinikák (früher: Klinikák) ist eine 1976 eröffnete Station der Linie M3 der Metró Budapest und liegt zwischen den Stationen Nagyvárad tér und Corvin-negyed.
Die Station befindet sich in der Nähe der Semmelweis-Kliniken im VIII. Budapester Bezirk (Józsefváros).

## Galerie

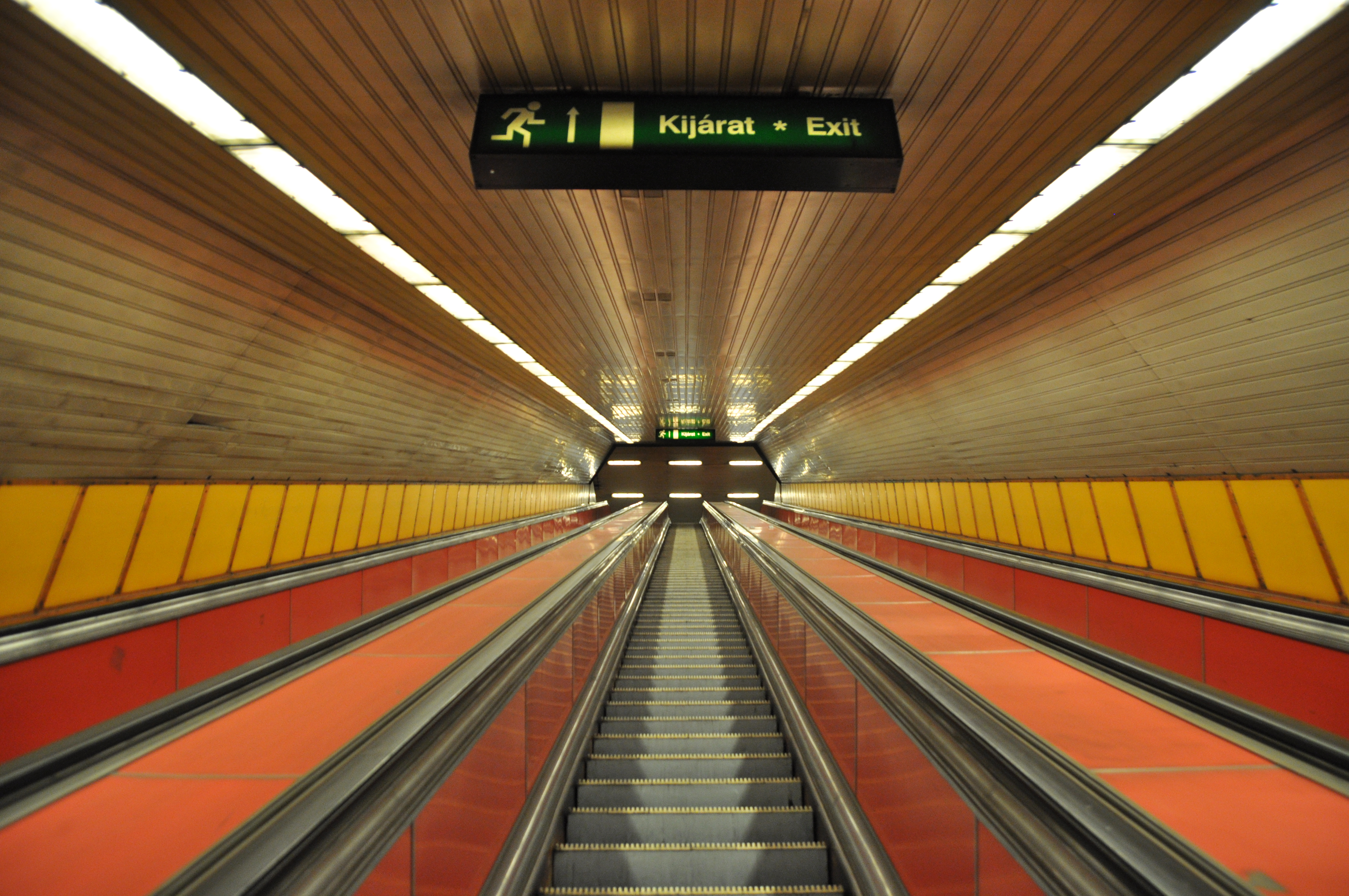
Rolltreppen
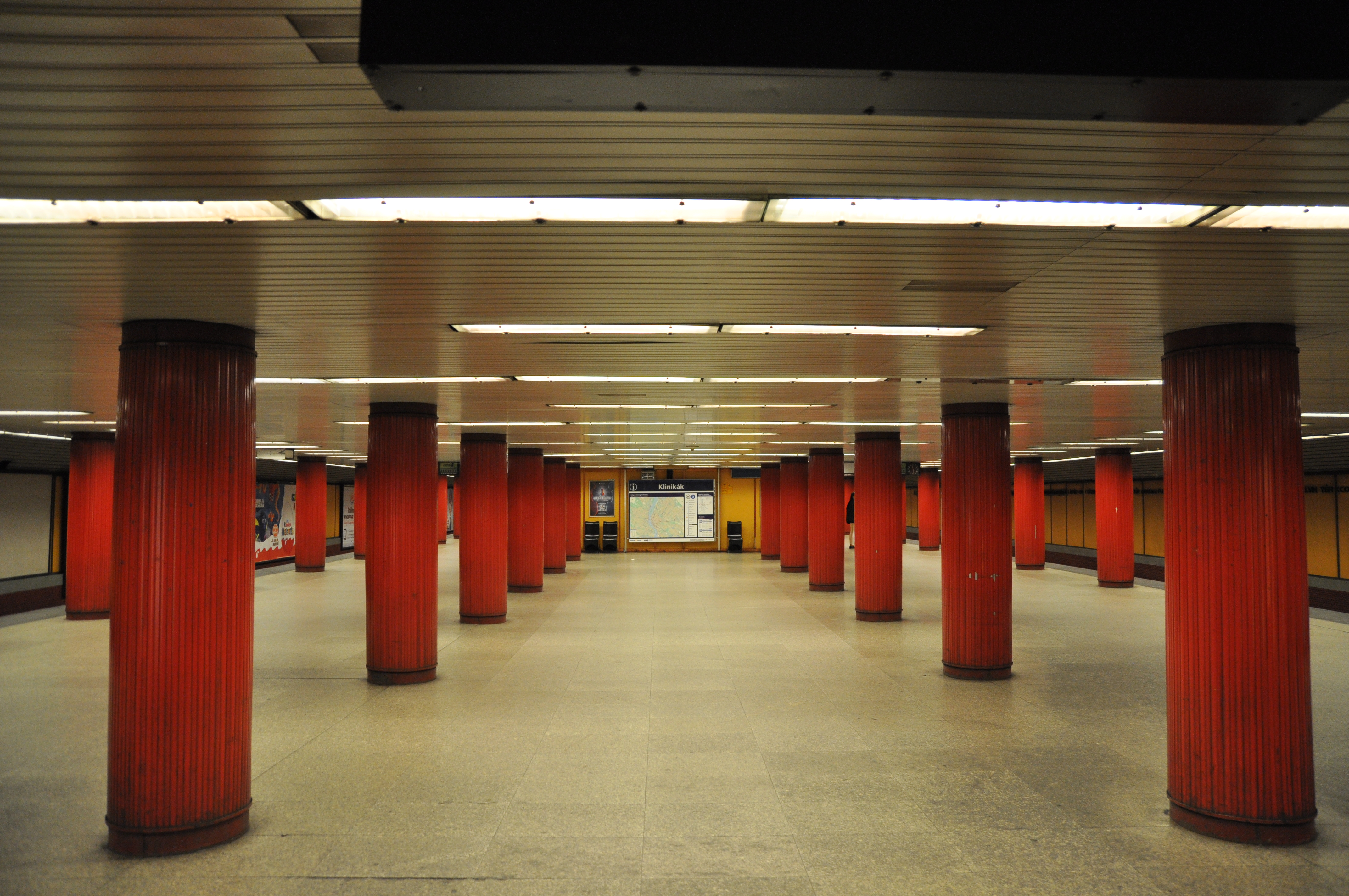